# Iquique
Iquique là một thành phố ở phía bắc Chile. Đây là thủ phủ của tỉnh Iquique và vùng Tarapacá. Thành phố nằm trên bờ biển Thái Bình Dương, phía tây của sa mạc Atacama và Pampa del Tamarugal. Iquique có dân số 216.419 người theo điều tra dân số năm 2002. Đây cũng là xã chính của vùng đô thị đại Iquique.
Iquique có một trong những trung tâm miễn thuế lớn nhất cảng thương mại (hoặc Zona Franca) của Nam Mỹ và đã theo truyền thống được gọi là Zofri. Có khoảng 2,4 km vuông (0,93 sq mi) của kho hàng, chi nhánh ngân hàng, và nhà hàng.
Đồng khai thác mỏ, chủ yếu ở Quebrada Blanca, Cerro Colorado, và Doña Inés de Collahuasí, cũng là một ngành công nghiệp quan trọng ở Iquique.